# Marco Etcheverry
Marco Antonio Etcheverry Vargas (Santa Cruz de la Sierra, 26 de septiembre de 1970) es un exfutbolista y entrenador boliviano que jugaba como centrocampista. Jugó la mayor parte de su carrera en el D. C. United, donde permaneció durante 7 temporadas, desde 1996 hasta 2003. Ha sido reconocido como el «mejor futbolista boliviano de todos los tiempos». Es miembro de la Selección Histórica de la Copa América por la Conmebol. Su último equipo fue el Bolívar. Actualmente dirige a la sub-15 del D. C. United.
Es el futbolista más laureado en la historia de su país, junto con su compatriota Jaime Moreno, con 17 títulos oficiales.
Ha sido internacional absoluto con la Selección de fútbol de Bolivia, con la cual participó en la Copa Mundial de Fútbol de 1994.

## Trayectoria
Etcheverry, cuyo sobrenombre es «El Diablo», surgió de las canteras de la Academia Tahuichi Aguilera y en su trayectoria pasó por equipos de fútbol de Bolivia tales como Destroyers, Bolívar, Oriente Petrolero, el club español Albacete Balompié, el club chileno Colo-Colo, el colombiano América de Cali, el estadounidense D. C. United (club en el que estuvo por 8 años), y los ecuatorianos Barcelona S. C. y Emelec.

### Su etapa en el D. C. United
Etcheverry se unió al club de Estados Unidos D. C. United de la Major League Soccer (MLS) en su temporada inaugural en 1996, obteniendo con el club 3 campeonatos, siendo nombrado Mejor Jugador del Campeonato en 1998.  En 8 años con el equipo, Etcheverry jugó 191 partidos en la liga, anotando 34 goles y registrando 101 asistencias (el número de juegos y asistencias es un récord para el D. C. United). Etcheverry se retiró a finales de la temporada 2003. En 2005, fue nombrado uno de los mejores jugadores de la historia de la MLS. También fue nominado para el Botín de Oro junto a jugadores como Carlos Valderrama y otros de su época.

## Selección nacional
El Diablo fue la figura estelar de los últimos 13 años de la selección de fútbol de Bolivia, participando en 71 juegos y marcando 13 goles. Fue pieza fundamental para la clasificación de Bolivia a la Copa Mundial FIFA 1994 en EE. UU., junto con Erwin Sánchez ("Platini"), Julio César Baldivieso, el goleador William Ramallo entre otros, dirigidos por el "bigotón" Xabier Azkargorta. Jugó la Copa Mundial de Fútbol de 1994, donde es recordado por jugar apenas 4 minutos 30 segundos del juego inaugural contra Alemania, siendo expulsado por una falta evitable. Además es recordado por haber anotado el primer gol de la histórica victoria 2-0 ante Brasil en la ciudad de La Paz en la eliminatorias de 1993; con esta derrota, Brasil perdería su invicto histórico en eliminatorias mundialistas.
Para su retiro en el año 2006 se hizo un partido de despedida en el Estadio "Ramón Tahuichi Aguilera" en la ciudad de Santa Cruz de la Sierra, entre la legendaria selección boliviana del '94, contra las estrellas del fútbol y amigos del diablo como: Carlos Valderrama, Iván Zamorano, José Luís Chilavert, Diego Latorre, Álex Aguinaga, Sergio Acosta, Sergio Martínez, Fernando Gamboa, entre muchos otros.

### Participaciones en Torneos internacionales
| Torneo                         | Categoría                      | Sede                           | Resultado                      | PJ | GA | Asis |
| ------------------------------ | ------------------------------ | ------------------------------ | ------------------------------ | -- | -- | ---- |
| Sudamericano Sub-16 de 1986    | Sub-16                         | Lima, Perú                     | Campeón                        | 7  | 7  | N/A  |
| Copa Mundial Sub-16 de 1985    | Sub-16                         | China                          | Fase de Grupos                 | 3  | 1  | 0    |
| Copa Mundial sub-16 de 1987    | Sub-16                         | Canadá                         | Fase de Grupos                 | 3  | 1  | 0    |
| Total en selecciones juveniles | Total en selecciones juveniles | Total en selecciones juveniles | Total en selecciones juveniles | 13 | 9  | 0    |
| Copa América 1989              | Absoluta                       | Brasil                         | Fase de Grupos                 | 2  | 0  | 0    |
| Copa América 1991              | Absoluta                       | Chile                          | Fase de Grupos                 | 4  | 0  | 1    |
| Copa América 1993              | Absoluta                       | Ecuador                        | Fase de Grupos                 | 3  | 1  | 0    |
| Copa América 1995              | Absoluta                       | Uruguay                        | Cuartos de final               | 4  | 1  | 3    |
| Copa América 1997              | Absoluta                       | Bolivia                        | Subcampeón                     | 5  | 2  | 0    |
| Copa América 1999              | Absoluta                       | Paraguay                       | Fase de Grupos                 | 3  | 0  | 0    |
| Total en Copas América         | Total en Copas América         | Total en Copas América         | Total en Copas América         | 21 | 4  | 4    |
| Mundial de USA 1994            | Absoluta                       | Estados Unidos                 | Fase de Grupos                 | 1  | 0  | 0    |
| Total en Copas del Mundo       | Total en Copas del Mundo       | Total en Copas del Mundo       | Total en Copas del Mundo       | 1  | 0  | 0    |
| Copa FIFA Confederaciones 1999 | Absoluta                       | México                         | Fase de Grupos                 | 3  | 0  | 0    |
| Total en Copa Confederaciones  | Total en Copa Confederaciones  | Total en Copa Confederaciones  | Total en Copa Confederaciones  | 3  | 0  | 0    |
| Total en la Selección Absoluta | Total en la Selección Absoluta | Total en la Selección Absoluta | Total en la Selección Absoluta | 25 | 4  | 4    |

### Participaciones enEliminatorias al Mundial
| Eliminatoria                                | Sede del Mundial       | Posición               | Resultado   | PJ | GA | Asis |
| ------------------------------------------- | ---------------------- | ---------------------- | ----------- | -- | -- | ---- |
| Eliminatorias Mundial de USA 1994           | Estados Unidos         | 2°lugar Grupo B 11pts  | Clasificado | 7  | 4  | 2    |
| Eliminatorias Mundial de Francia 1998       | Francia                | 8°lugar 17pts          | Eliminado   | 14 | 3  | 2    |
| Eliminatorias Mundial de Corea y Japón 2002 | Corea del Sur y Japón  | 7°lugar 18pts          | Eliminado   | 3  | 0  | 0    |
| Eliminatorias Mundial de Alemania 2006      | Alemania               | 10°lugar 14pts         | Eliminado   | 1  | 0  | 0    |
| Total en Eliminatorias                      | Total en Eliminatorias | Total en Eliminatorias | 1/4         | 23 | 7  | 4    |

## Clubes

### Como futbolista
| Club              | País           | Año       | Partidos | Goles |
| ----------------- | -------------- | --------- | -------- | ----- |
| Destroyers        | Bolivia        | 1986-1989 | 91       | 19    |
| Bolívar           | Bolivia        | 1990-1992 | 75       | 22    |
| Albacete Balompié | España         | 1992-1993 | 15       | 2     |
| Bolívar           | Bolivia        | 1993      | 23       | 10    |
| Colo-Colo         | Chile          | 1993-1994 | 33       | 8     |
| América de Cali   | Colombia       | 1995      | 21       | 6     |
| Colo-Colo         | Chile          | 1995      | 22       | 8     |
| D. C. United      | Estados Unidos | 1996-1997 | 63       | 9     |
| Barcelona S. C.   | Ecuador        | 1997      | 13       | 6     |
| Emelec            | Ecuador        | 1998      | 6        | 0     |
| D. C. United      | Estados Unidos | 1998-2000 | 97       | 21    |
| Oriente Petrolero | Bolivia        | 2001      | 3        | 0     |
| D. C. United      | Estados Unidos | 2001-2003 | 82       | 10    |
| Bolívar           | Bolivia        | 2004      | 12       | 0     |
| Total             | Total          | Total     | 556      | 121   |

### Como entrenador
| Club                     | País    | Año  |
| ------------------------ | ------- | ---- |
| Aucas                    | Ecuador | 2009 |
| Selección Cruceña Sub-18 | Bolivia | 2009 |
| Oriente Petrolero        | Bolivia | 2009 |
| Bolivia Sub-15           | Bolivia | 2011 |

## Distinciones

### Ciudadano meritorio
A los 36 años de edad, el 30 de marzo de 2006, Etcheverry dejó el fútbol y el 12 de abril de ese mismo año fue condecorado por la Cámara de Diputados de Bolivia como "Ciudadano Meritorio".

## Palmarés

### Títulos nacionales
| Título                 | Club            | Año  |
| ---------------------- | --------------- | ---- |
| Primera División       | Bolívar         | 1991 |
| Primera División       | Colo-Colo       | 1993 |
| Copa Chile             | Colo-Colo       | 1994 |
| Conference Cup         | D. C. United    | 1996 |
| MLS Cup                | D. C. United    | 1996 |
| U.S. Open Cup          | D. C. United    | 1996 |
| MLS Supporters' Shield | D. C. United    | 1997 |
| Conference Cup         | D. C. United    | 1997 |
| MLS Cup                | D. C. United    | 1997 |
| Primera División       | Barcelona S. C. | 1997 |
| Conference Cup         | D. C. United    | 1998 |
| MLS Supporters' Shield | D. C. United    | 1999 |
| Conference Cup         | D. C. United    | 1999 |
| MLS Cup                | D. C. United    | 1999 |

### Títulos internacionales
| Título                           | Club                 | País             | Año  |
| -------------------------------- | -------------------- | ---------------- | ---- |
| Sudamericano Sub-16              | Selección de Bolivia | Bolivia          | 1986 |
| Copa de Campeones de la Concacaf | D. C. United         | Washington D. C. | 1998 |
| Copa Interamericana              | D. C. United         | Fort Lauderdale  | 1998 |

### Distinciones individuales
| Distinción                          | Año  |
| ----------------------------------- | ---- |
| 2.º "Mejor Jugador de América"      | 1993 |
| Miembro del Equipo Ideal de América | 1993 |
| Jugador Más Valioso de la MLS       | 1998 |

| Predecesor: Predrag Radosavljević | Jugador Más Valioso de la Major League Soccer 1998 | Sucesor: Jason Kreis |